# National Board of Review Awards 1997
La 69ª edizione dei National Board of Review Awards si è tenuta il 9 febbraio 1998.

## Classifiche

### Migliori dieci film
- Boogie Nights - L'altra Hollywood (Boogie Nights), regia di Paul Thomas Anderson
- Qualcosa è cambiato (As Good As It Gets), regia di James L. Brooks
- Titanic, regia di James Cameron
- Full Monty - Squattrinati organizzati (The Full Monty), regia di Peter Cattaneo
- L'uomo della pioggia (The Rainmaker), regia di Francis Ford Coppola
- Il dolce domani (The Sweet Hereafter), regia di Atom Egoyan
- L.A. Confidential, regia di Curtis Hanson
- Le ali dell'amore (The Wings of the Dove), regia di Iain Softley
- Jackie Brown, regia di Quentin Tarantino
- Will Hunting - Genio ribelle (Good Will Hunting), regia di Gus Van Sant

### Migliori film stranieri
- La mia vita in rosa (Ma vie en rose), regia di Alain Berliner
- La Promesse, regia di Jean-Pierre e Luc Dardenne
- Ponette, regia di Jacques Doillon
- L'insolente (Beaumarchais l'insolent), regia di Édouard Molinaro
- Vuoi ballare? - Shall We Dance? (Sharu wi Dansu?), regia di Masayuki Suo

## Premi
- Miglior film: L.A. Confidential, regia di Curtis Hanson
- Miglior film straniero: Vuoi ballare? - Shall We Dance? (Sharu wi Dansu?), regia di Masayuki Suo
- Miglior documentario: Fast, Cheap, & Out of Control, regia di Errol Morris
- Miglior attore: Jack Nicholson (Qualcosa è cambiato)
- Miglior attrice: Helena Bonham Carter (Le ali dell'amore)
- Miglior attore non protagonista: Greg Kinnear (Qualcosa è cambiato)
- Miglior attrice non protagonista: Anne Heche (Donnie Brasco e Sesso & potere)
- Miglior cast: Il dolce domani (The Sweet Hereafter), regia di Atom Egoyan
- Miglior performance rivelazione femminile: Bai Ling (L'angolo rosso - Colpevole fino a prova contraria)
- Miglior regista: Curtis Hanson (L.A. Confidential)
- Miglior regista esordiente: Kasi Lemmons (La baia di Eva)
- Premio alla carriera: Robert Duvall
- Premio Billy Wilder per l'eccellenza nella regia: Francis Ford Coppola
- Riconoscimento speciale per il filmmaking: Ben Affleck e Matt Damon (Will Hunting - Genio ribelle)
- Premio William K. Everson per la storia del cinema: Gavin Lambert per Nazimova
- Riconoscimento per la libertà di espressione: Richard Gere e Jon Avnet
- Riconoscimento speciale per l'eccellenza nel filmmaking (in ordine alfabetico del titolo originale):
  - L'apostolo (The Apostle), regia di Robert Duvall
  - In cerca di Amy (Chasing Amy), regia di Kevin Smith
  - L'amante in città (The Daytrippers), regia di Greg Mottola
  - Different for Girls, regia di Richard Spence
  - Gridlock'd - Istinti criminali (Gridlock'd), regia di Vondie Curtis-Hall
  - Nella società degli uomini (In the Company of Men), regia di Neil LaBute
  - Star Maps, regia di Miguel Arteta
  - Lezioni di tango (The Tango Lesson), regia di Sally Potter
  - Telling Lies in America, regia di Guy Ferland
  - Benvenuti a Sarajevo (Welcome to Sarajevo), regia di Michael Winterbottom
- Menzioni speciali:
  - Premio alla carriera nella tecnica cinematografica: Edward Bernds
  - James Cameron per la tecnica degli effetti speciali di Titanic